# Bristol Lake
Bristol Lake is een endoreïsch zoutmeer in de Mojavewoestijn. Het ligt in San Bernardino County, in het zuiden van de Amerikaanse staat Californië. Bristol Lake is endoreïsch omdat het water in het het meer niet uitstroomt in een zee of oceaan, maar gewoonweg verdampt, waardoor de bedding droog komt te liggen. In de winter staat er vaak wat water in het meer, maar de rest van jaar vormt het een zoutvlakte. De maximale lengte van het meer is ongeveer 23 km en de maximale breedte 20 km.

## Ligging
Het meer bevindt zich net ten zuidoosten van Amboy, een verlaten plaatsje aan de Route 66, en ten noorden van Cadiz. De dichtstbijzijnde plaats van enige omvang is Twentynine Palms, dat 42 km verderop in het zuidwesten ligt. Amboy Crater en de Bullion Mountains liggen westelijk van het zoutmeer en de Old Woman Mountains oostelijk.

## Zoutwinning
Sinds 1909 wordt er zout gewonnen van de bedding van Bristol Lake. Om bij het zout te komen is eerst het sediment van de bedding, dat bestaat uit klei, zand en gips, weggehaald en vervolgens in rijen opgestapeld. Er zijn twee zoutwinningsbedrijven actief bij het meer, waaronder Cargill Salt Company, de op een na grootste zoutproducent van de Verenigde Staten, die natriumchloride en calciumchloride produceert voor de industrie en voedingswaren.

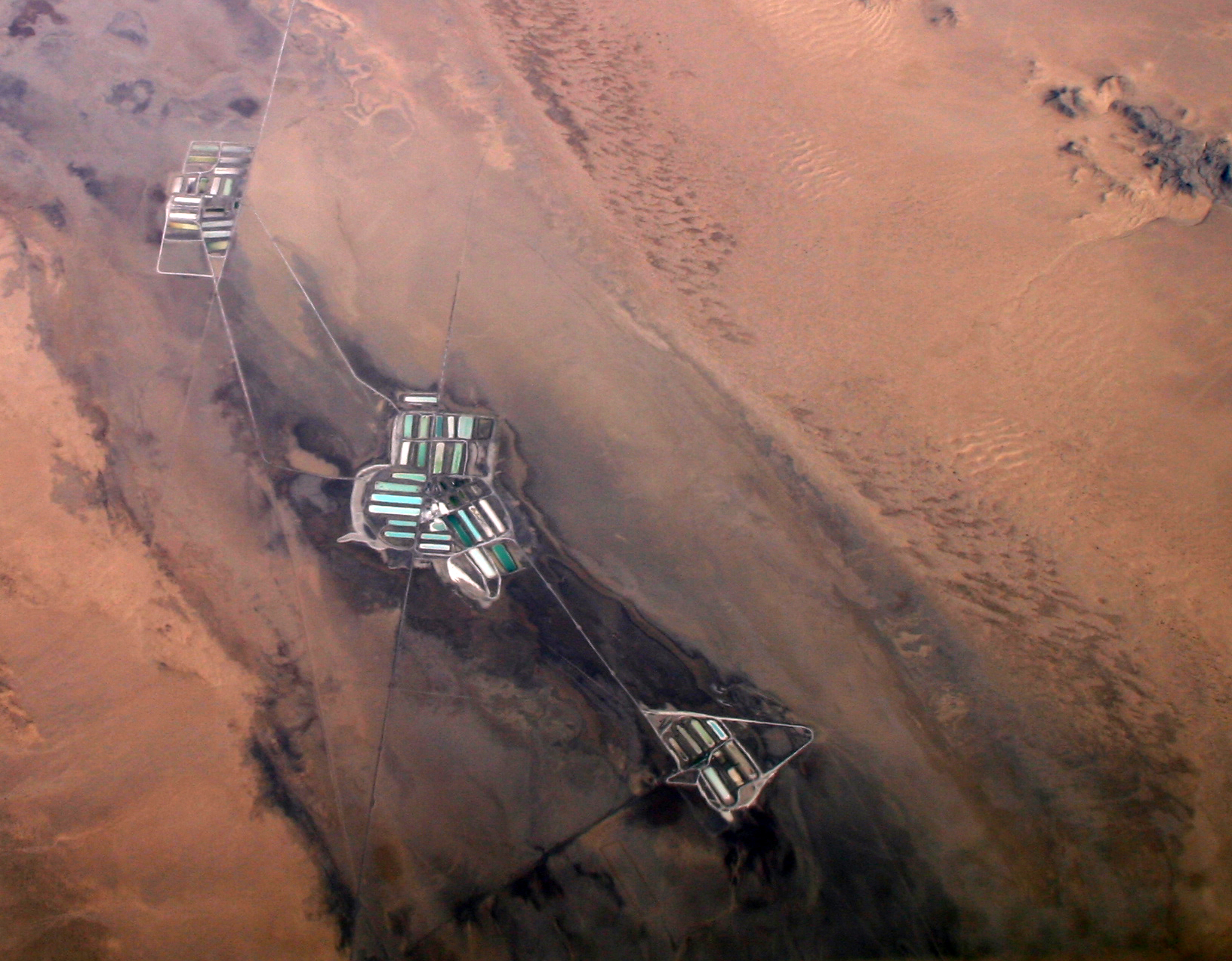
Zoutpannen in het meer
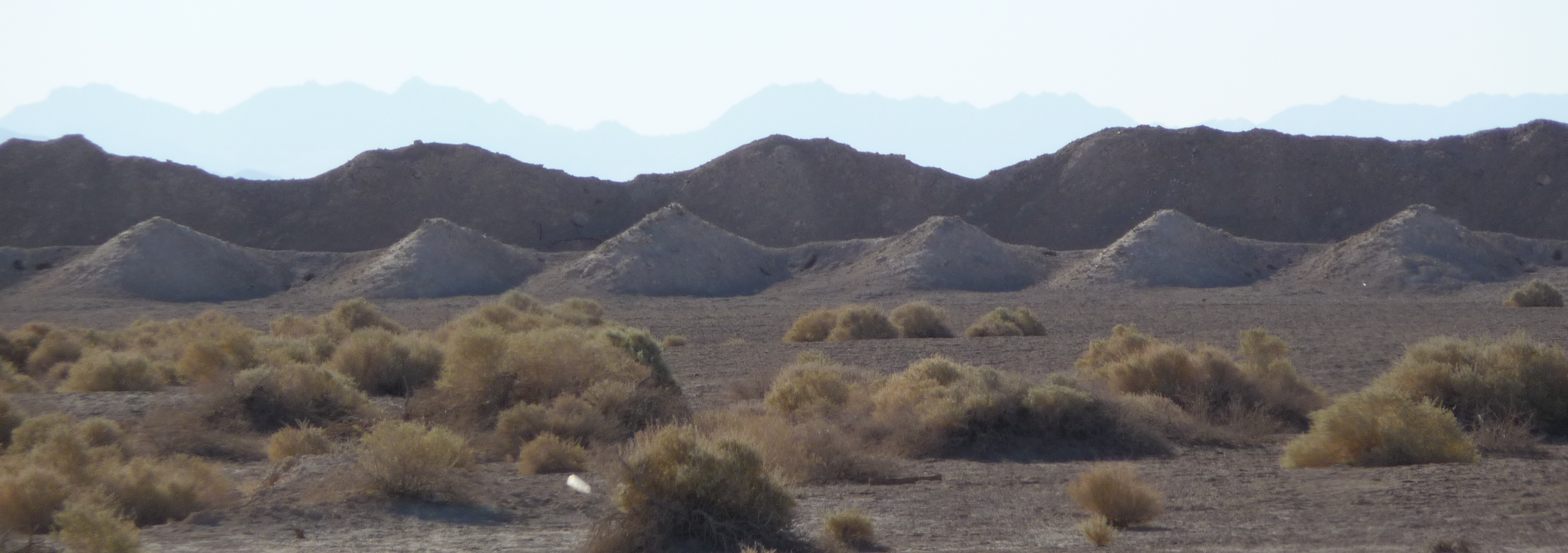
Rijen opgestapeld sediment